# Cartuja de Nuestra Señora de Aniago

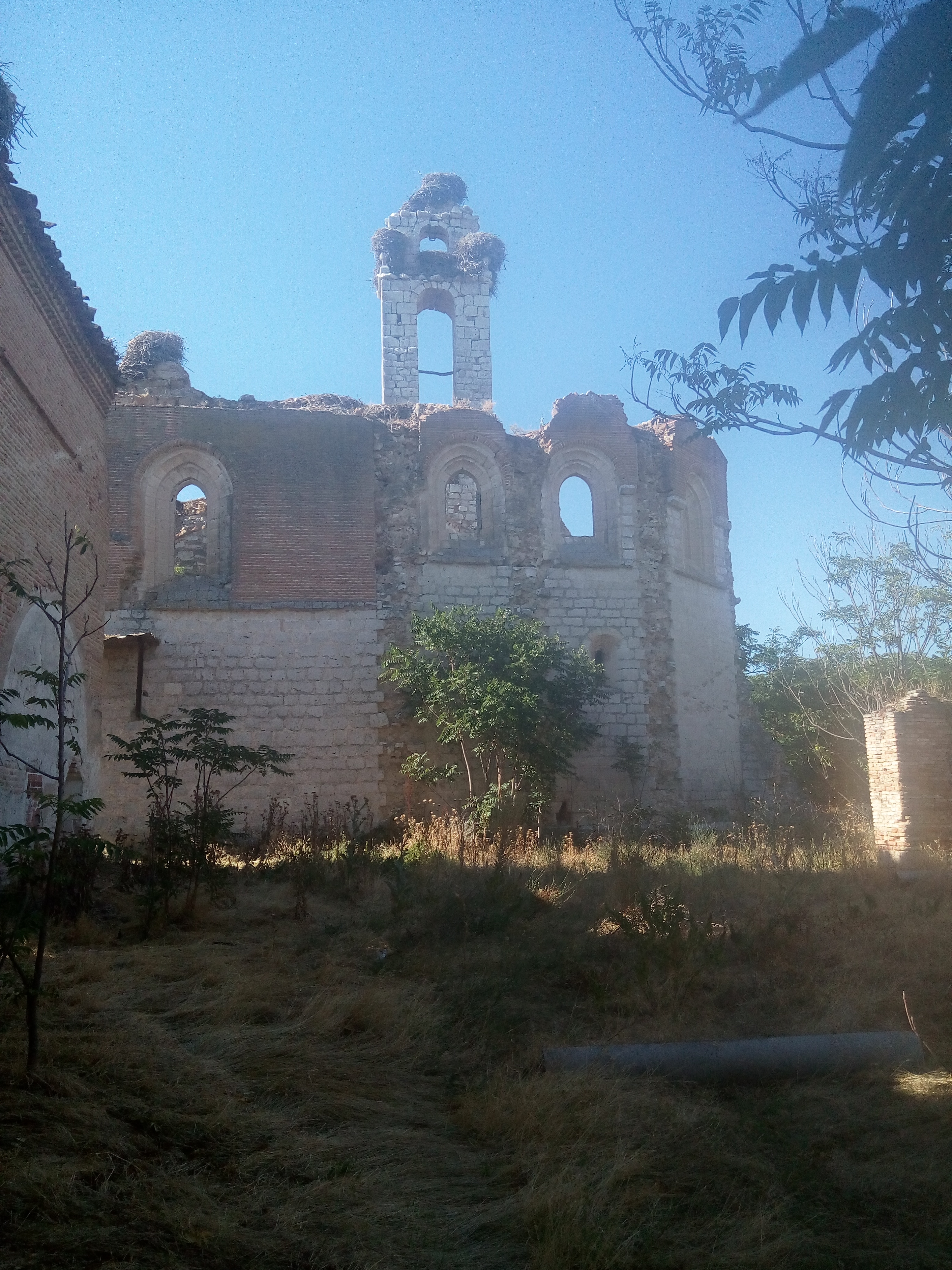
Ruinas de la cartuja. Exterior de la capilla de las Reliquias, en la cabecera.

La cartuja de Nuestra Señora de Aniago fue un monasterio católico español fundado por los monjes cartujos en 1441 bajo la tutela y patrocinio de la reina María de Aragón, esposa de Juan II. Se construyó en un lugar llamado Aniago, en la provincia de Valladolid. A principios del siglo XIV era un pueblecito con un término extenso perteneciente a Valladolid, partido judicial de Medina del Campo y jurisdicción en Villanueva de Duero. El monasterio sobrevivió a lo largo de los siglos hasta su supresión en 1836 debido a las distintas desamortizaciones y exclaustración del siglo XIX.
En el siglo XXI quedan restos ruinosos como recuerdo de la vida monacal y el lugar de Aniago es un despoblado que acoge los trabajos y maquinaria de los quehaceres agrícolas de sus nuevos propietarios. El lugar mantiene casi intacta la tapia que rodeaba todo el conjunto monástico y viviendas de los colonos. En su entorno se cultivan las tierras de lo que en su día fuera el coto redondo de los monjes.

## Antecedentes históricos

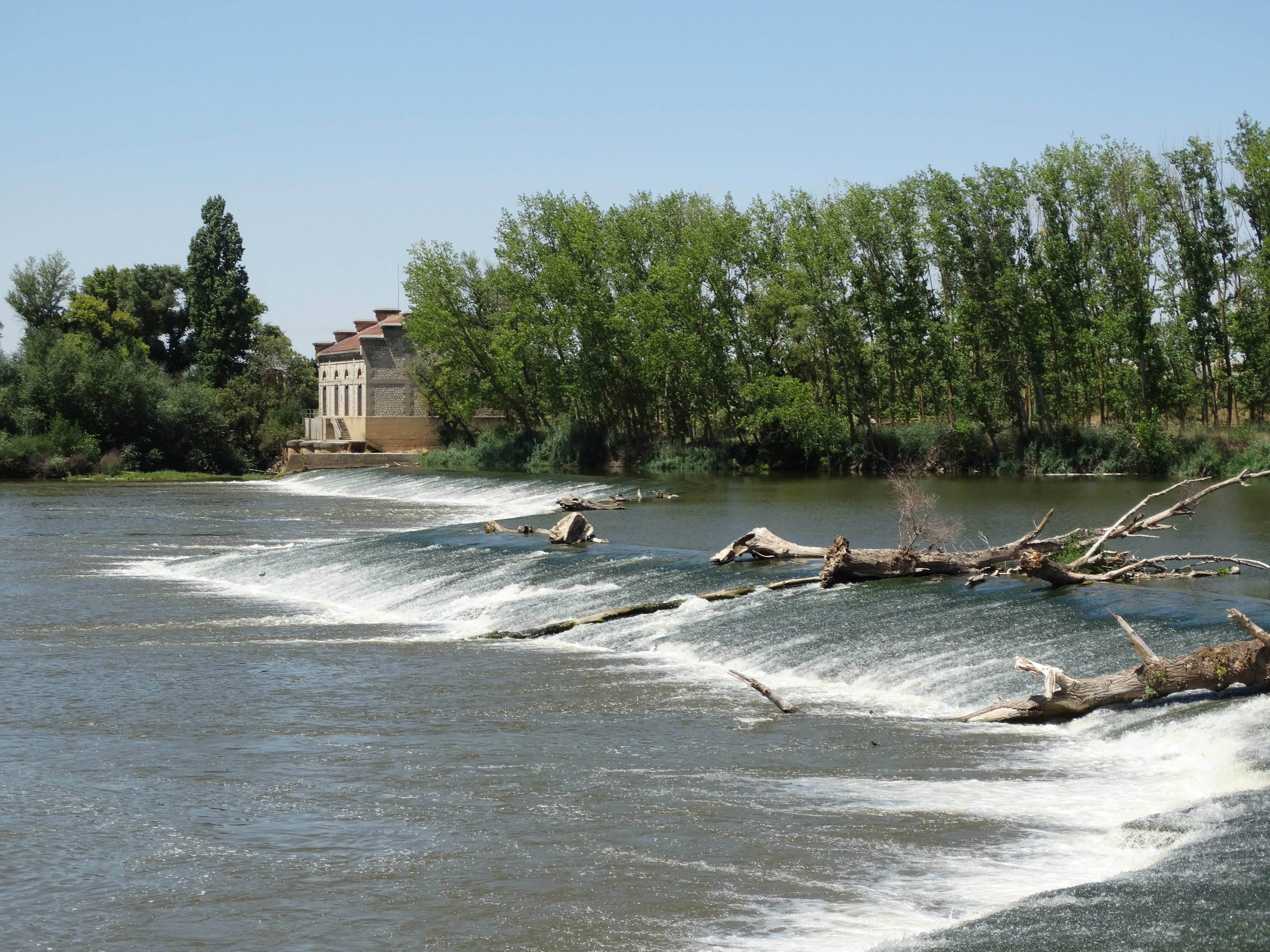
Vestigios de la antigua pesquera de la cartuja de Aniago

Antes de que llegaran los monjes cartujos, el lugar de Aniago había pasado por una serie de asentamientos religiosos que, por razones desconocidas, no llegaron a prosperar. Los reyes, especialmente las reinas, mostraron siempre un gran interés por fundar un monasterio en el sitio, ya fuera de una orden o de otra, según los tiempos. La primera noticia que se tiene es una donación que hizo del lugar la reina Urraca de Castilla (reina 1109-1126) a los monjes de santo Domingo de Silos, donación confirmada después por su hijo Alfonso VII en 1135. Este rey ayudó bastante a los monjes de Silos y mandó acotar para su explotación el tramo del río Duero que iba desde la desembocadura del río Pisuerga a la desembocadura del río Adaja. Para el buen aprovechamiento de estas aguas se construyó una pesquera entre el lugar llamado Torrepesquera —en Villamarciel— y Otea —Villanueva de Duero—.
Los monjes de Silos debieron edificar allí unas casas modestas pero nunca echaron muchas raíces. De hecho se habla en los documentos que el abad de Silos había arrendado la casa en 1288 a Ruy Martínez, capiscol de Toledo y en 1306 lo vuelven a arrendar durante quince años por la cantidad de 400 mrs. Pero ni el arriendo ni el lugar interesaron mucho al abad de Silos, por eso estos monjes hicieron un trueque con el caballero Fernán Sánchez cambiando Aniago por la heredad de Nebleda, en el año 1345. Duró pocos años en sus manos pues Fernán Sánchez lo vendió a su vez a la ciudad de Valladolid en 1362, que lo mantuvo hasta 1365, fecha en que hubo otra venta, esta vez a la reina Juana Manuel, esposa de Enrique II. También la reina lo enajenó con la intención de que se crease allí un monasterio de monjes jerónimos. Lo donó en 1376 a fray Pedro Fernández que por entonces era prior del monasterio jerónimo de la Sisla, cerca de Toledo. Al hacer la donación se ocupó de completarla con otras dádivas y privilegios como fueron las casas de los baños que se encontraban junto al convento de las clarisas de Tordesillas.
Tampoco los jerónimos encontraron de su agrado el enclave y a principios del siglo XV ya lo habían abandonado, volviendo el lugar y las pocas edificaciones que había a manos de la ciudad de Valladolid.
El Ayuntamiento recibió una orden del rey el 26 de enero de 1409 obligándole a vender el «lugar y jurisdicción de Aniago con todos los pastos por 2000 maravedíes de juro de heredad perpetua» al obispo de Segovia Juan Vázquez de Cepeda, consumándose la venta en el mes de febrero. El deseo del rey era que el obispo instituyese allí un hospital u hospedería para capellanes mozárabes con un oratorio para celebrar el rito mozárabe que hasta la fecha solo se celebraba en la capilla mozárabe de la catedral de Toledo. En el documento de venta se establecían dos condiciones: que se revirtiese dicha compra cuando dejara de existir la institución o cuando se enajenara el convento.

Juan Váquez de Zepeda, obispo de Segovia del Consejo de Enrique III y maestro de Juan II compró a la ciudad de Valladolid el sitio y jurisdicción de Aniago, con ánimo de fundar un Colegio de Clérigos Regulares, donde se habría de celebrar el oficio gótico o mozárabe, reformado por San Isidoro en virtud del acuerdo del concilio IV de Toledo.
Diego de Colmenares, en Historia de Segovia

 El 8 de febrero de 1413 el papa Benedicto XIII extendió una bula confirmando el derecho del obispo para tal fundación. Por su parte el obispo hizo grandes regalos al lugar y a la institución, empezando por las «necesarias» reliquias, imprescindibles siempre no solo para la consagración del altar mayor sino para atraer visitas y peregrinaciones; incluso se llegó a instituir una romería anual que llegó a ser famosa en el entorno. Durante el mandato del obispo comenzaron las obras de la iglesia y del claustro, que se modificarían con la llegada de los cartujos que lo acomodaron todo a su estilo de vida.
La institución duró menos de treinta años. Un año antes de su muerte, en 1437, el obispo otorgó testamento nombrando patrona a la reina María de Aragón, esposa de Juan II, y en codicilo del año siguiente le dio facultad para fundar libremente un monasterio.

## Historia de la cartuja

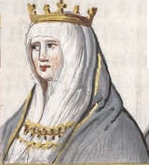
María de Aragón, reina consorte de Castilla

En 1441 la reina María de Aragón tomó la decisión de donar su herencia de Aniago a la orden cartuja y un año después el papa Eugenio IV confirmó la donación. La reina pidió que se fundara con veinticuatro monjes; los dos primeros llegaron desde el monasterio del Paular y se encargaron de la puesta en marcha de la cartuja. 
En un albalá o Real cédula, Juan II otorgó a los monjes el derecho a incluir en sus obras y reposteros las armas reales y la gracia especial de que «las acémilas de los monjes puedan llevar sonajas como las acémilas del mismo rey».
Tal y como era costumbre entre los cartujos el complejo monástico fue una construcción humilde que vista desde fuera se parecía más a una casa de labor que a un monasterio. En la época del barroco se construyó la espadaña que ofrecía una nota totalmente diferente. En el siglo XVIII se añadieron las yeserías como decoración en la iglesia y en la sala capitular. Todos los edificios monacales y las viviendas de los colonos estaban rodeados por una tapia de mampostería y tapial que ha llegado casi intacta hasta el siglo XXI.
La vida de la cartuja de Aniago se fue desarrollando a través de los siglos con los trabajos, rezos, intrigas, conveniencias, avenencias y desavenencias propias de cualquier comunidad de monjes. Cuando acabó el conflicto bélico con los franceses, los cartujos regresaron al monasterio hasta que en 1820 tuvieron que abandonarlo de nuevo por "decreto de desamortización" del Trienio Liberal.  A los tres años regresaron de nuevo pero su estancia duró tan solo hasta 1835 pues, a raíz de la desamortización de Mendizábal, la exclaustración fue definitiva y sus bienes fueron subastados. El monasterio cartujo dejó de existir como tal en 1836. El patrimonio artístico se vendió o se repartió entre distintas instituciones, los edificios fueron abandonados a las inclemencias del tiempo y al pillaje. En el año 2015 sólo quedan ruinas que se van desmoronando día a día.

### Tropas de Napoleón en Aniago. Inventario
En enero de 1808 llegó a Valladolid con su tropa el general Dupont del ejército de Napoleón. A partir de ese momento los monasterios masculinos sufrieron toda clase de atentados. El monasterio de Aniago no fue una excepción. Los monjes recibieron la orden de que pusieran a disposición del ejército noventa camas para alojar a los soldados, más cebada y paja para los caballos y harina, chocolate, pan, aceite y vino para los hombres. En agosto de 1808 fue la exclaustración con el mandato de que cada hombre regresara a su lugar de origen con una pensión compensatoria. Una vez abandonado, el monasterio sirvió de cuartel.
En 1810 el general Kellermann estaba en Valladolid donde proclamó algunos edictos. En uno de ellos se hizo saber a los ciudadanos que tenían dispuesta una escuela en la antigua hospedería del monasterio de Aniago donde se enseñaría Gramática, a leer, a escribir y a contar; que se enseñaría a los pobres gratuitamente, proporcionándoles libros, papel, pluma y tinta. Comenzarían las clases el 2 de enero de 1811. Se pagaría a los maestros con los fondos de los productos de bienes nacionales. 
La cartuja se transformó en la «Garnison d’Aniago» que acogió sucesivamente en sus muros al 1.er Batallón del 3.er Regimiento de Suiza, al 3.er Batallón del 3.er Regimiento, al 22.º Regimiento y a algunas unidades del ejército de Portugal.
En septiembre de 1809 el gobierno francés requirió a las autoridades españolas la elaboración de los inventarios de las obras de arte que se encontraban en los distintos monasterios. Para hacer ese trabajo se reunieron varias autoridades civiles y eclesiásticas de organismos oficiales, entre los que estaba la recién creada Colecturía General de Conventos. Poco después se hizo cargo de este trabajo la Dirección General de Bienes Nacionales. En teoría los bienes muebles confiscados e inventariados —las obras de arte— irían a parar al Museo Josefino de Madrid, al Museo Napoleón de París y a la subasta para conseguir liquidez monetaria. Los objetos litúrgicos que no fueran de metales preciosos se repartirían entre diversas parroquias necesitadas. El canónigo José Berdonces —bibliotecario de la Universidad y miembro de la Real Academia de Bellas Artes de la Purísima Concepción y de la Sociedad de Amigos del País— se hizo cargo de los inventarios de obras de arte y platería. El inventario de Aniago fue especialmente detallado. En él constan todos los objetos de metal y obras de arte que tenía la cartuja en aquel momento. La plata fue recopilada por las autoridades francesas, fundida y convertida en moneda o bien enviada a Francia para otras necesidades. Las autoridades españolas pusieron a buen recaudo ciertas obras de arte que llegaron de esta forma a ser parte del patrimonio disperso.

### La comunidad
Los monjes tenían establecido un reparto jerárquico de tareas a realizar. La máxima autoridad era el prior, que en otras órdenes monacales se llamaba abad. El prior no tenía sucesor más que después de su muerte. Cuando el prior moría se nombraba a un rector mientras se elegía al siguiente prior. Al vicario se le elegía por sus cualidades morales: tenía que ser un hombre pacífico, virtuoso, capad de mantener el buen ambiente con la obligación de representar al prior cuando fuera necesario pues era su hombre de confianza. Existían dos procuradores de los que se conocen sus actividades por los pleitos conservados en los archivos; uno era el encargado de administrar los bienes y de dirigir y organizar la comunidad de los legos, siempre bajo la supervisión del prior. Tenía también la misión de decir la misa a esta comunidad y de servir la comida los días especiales en que los monjes se juntaban para comer. El otro procurador, además de ser el suplente, era el encargado de atender a los huéspedes y visitantes importantes. Los padres o novicios —que tenían un maestro de novicios para su formación— se preparaban para el sacerdocio. Los hermanos se dedicaban a quehaceres cotidianos. El sacristán cuidaba de la iglesia y sus capillas.
Formando parte de la comunidad vivía en el poblado un grupo de personas con sus familias que eran criados o sirvientes sin cuyo trabajo la vida de oración de los monjes no habría sido posible. Estos colonos se ocupaban de los cultivos y del campo en general, del ganado, de la construcción, de la bodega y de la panadería, incluso de la botica. Representaban la parte material y su trabajo era esencial para la buena economía.
Propiedades en Villanueva
En el poblado llamado Aldeanueva, y que más tarde sería Villanueva, los monjes cartujos poseían una casa donde habitaba el vicario, desde la fecha aproximada de 1535. Un siglo después, en 1684 se ve documentada en el archivo histórico provincial donde se describe:

Unas casas con su lagar y corrales y un suelo de otra casa junto a ellas que uno y otro está junto a la iglesia de esta villa de Villanueva que linda con la calle pública que va por detrás de la iglesia y con tapias del jardín del palacio de D. Pedro Antonio de Contreras, señor de esta villa y por otra parte hacia los huertos con suelo de Gregorio Rico vecino de
AHPV, leg. 8.188

La casa se conserva en Villanueva. La primera planta que fue la primitiva está construida en piedra. El segundo piso es de ladrillo y está separado por una imposta. Tal y como consta en dicha imposta, se construyó este segundo cuerpo en 1688: «ES DE LA CARTUJA DE ANIAGO 1688». También el Catastro del Marqués de Ensenada de 1750 lo describe como:

Una casa situada en la calle del Palacio, con cuarto bajo y principal y dos lagares inclusos en ella; tiene 50 varas de frente y 15 de fondo […] Confronta con la calle Real que va a Valladolid y con la casa del marqués de esta villa.
Catastro del Marqués de Ensenada

Tras la Desamortización se puso la casa a la venta en 1844 con la siguiente descripción: «... en el casco de Villanueva de Duero, y su calle titulada del Palacio; consta de piso bajo y principal, un bodegón con cuatro cubas, dos lagares uno con máquina de pisar uva y otro sin ella, cuadras y corral; su figura es la de un polígono irregular de diez lados» Había en la calle del Almendro otra casa y una panera propiedad también de la Cartuja.

Casa de la Cartuja en Villanueva
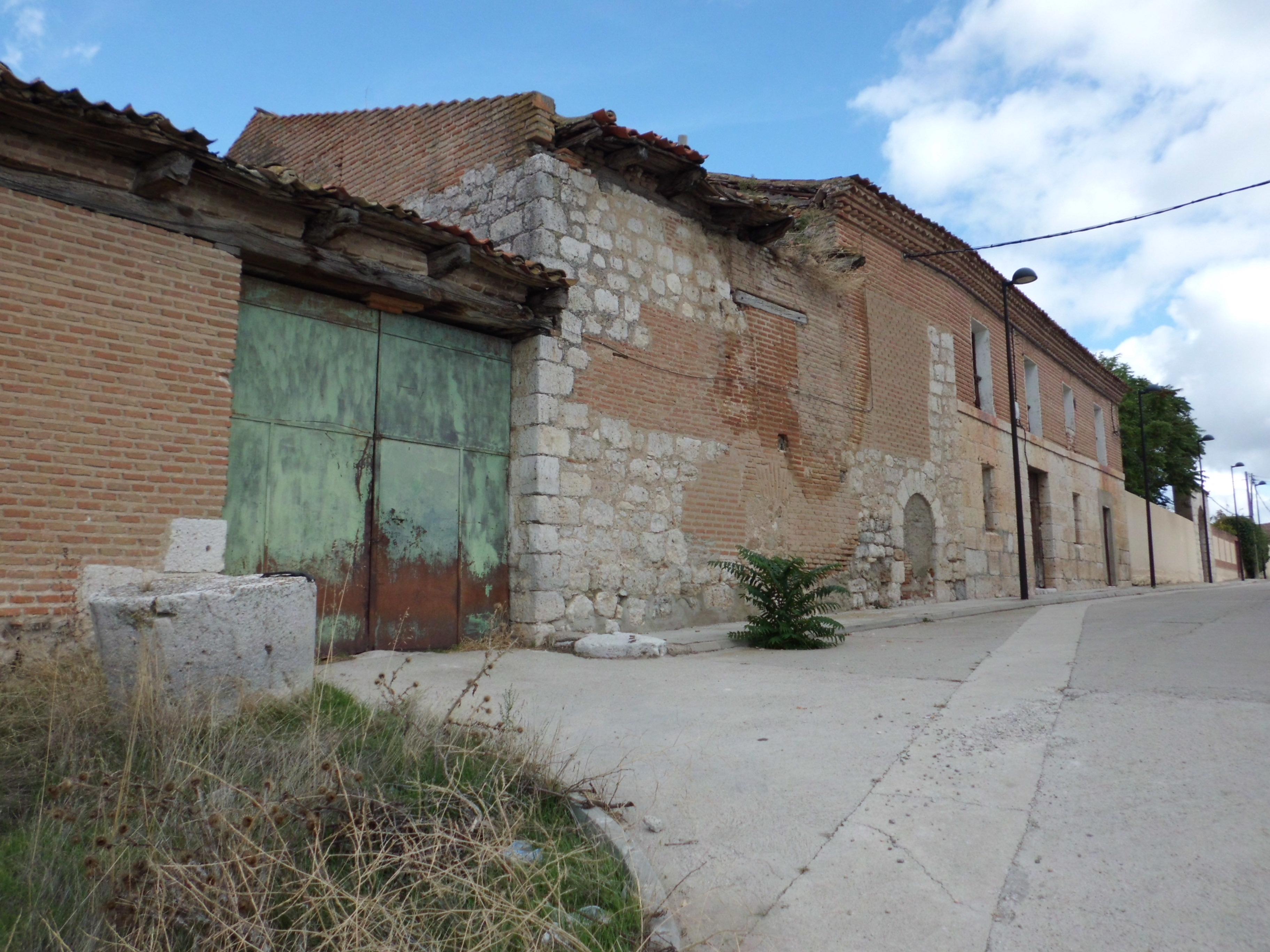
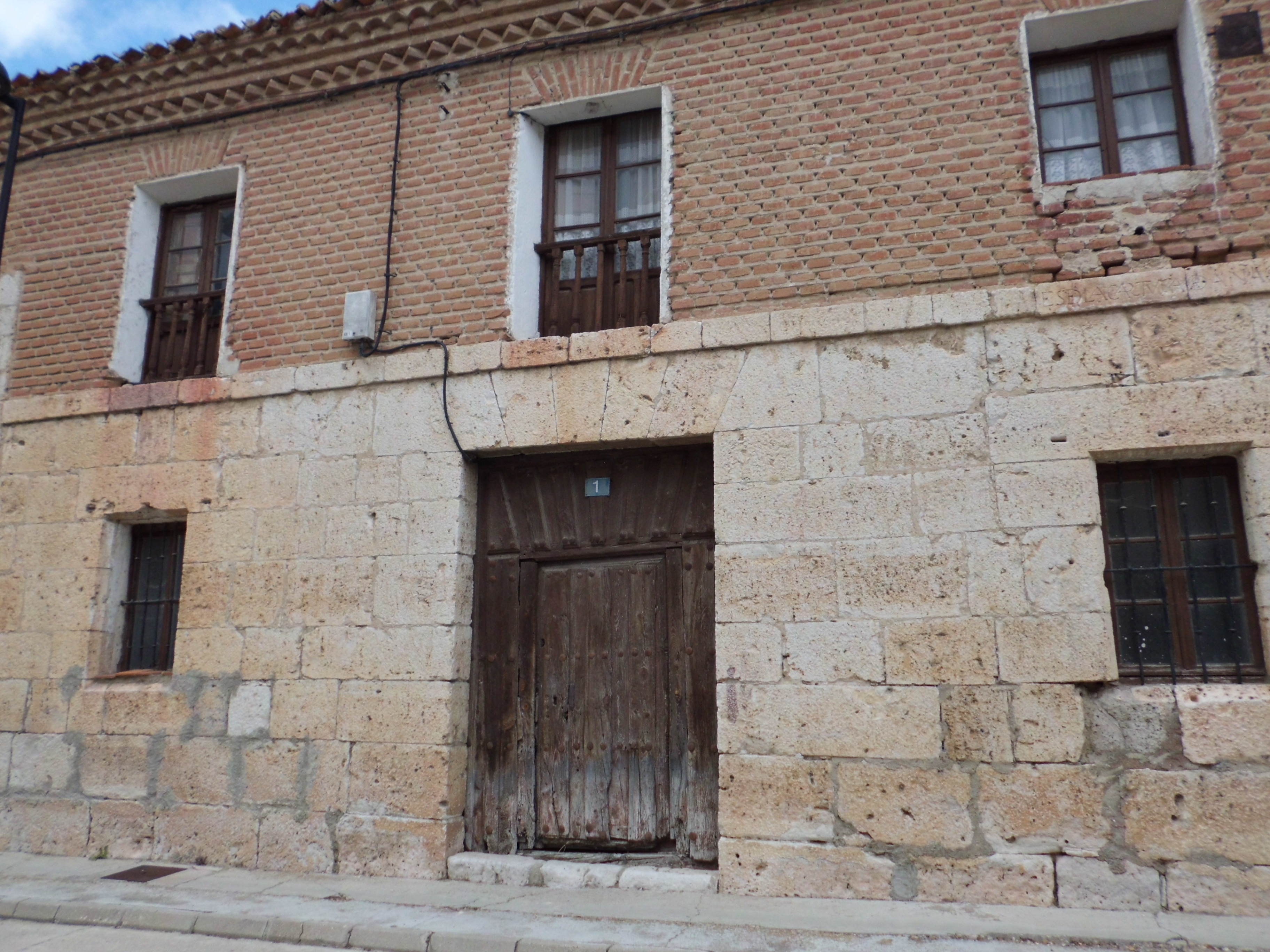
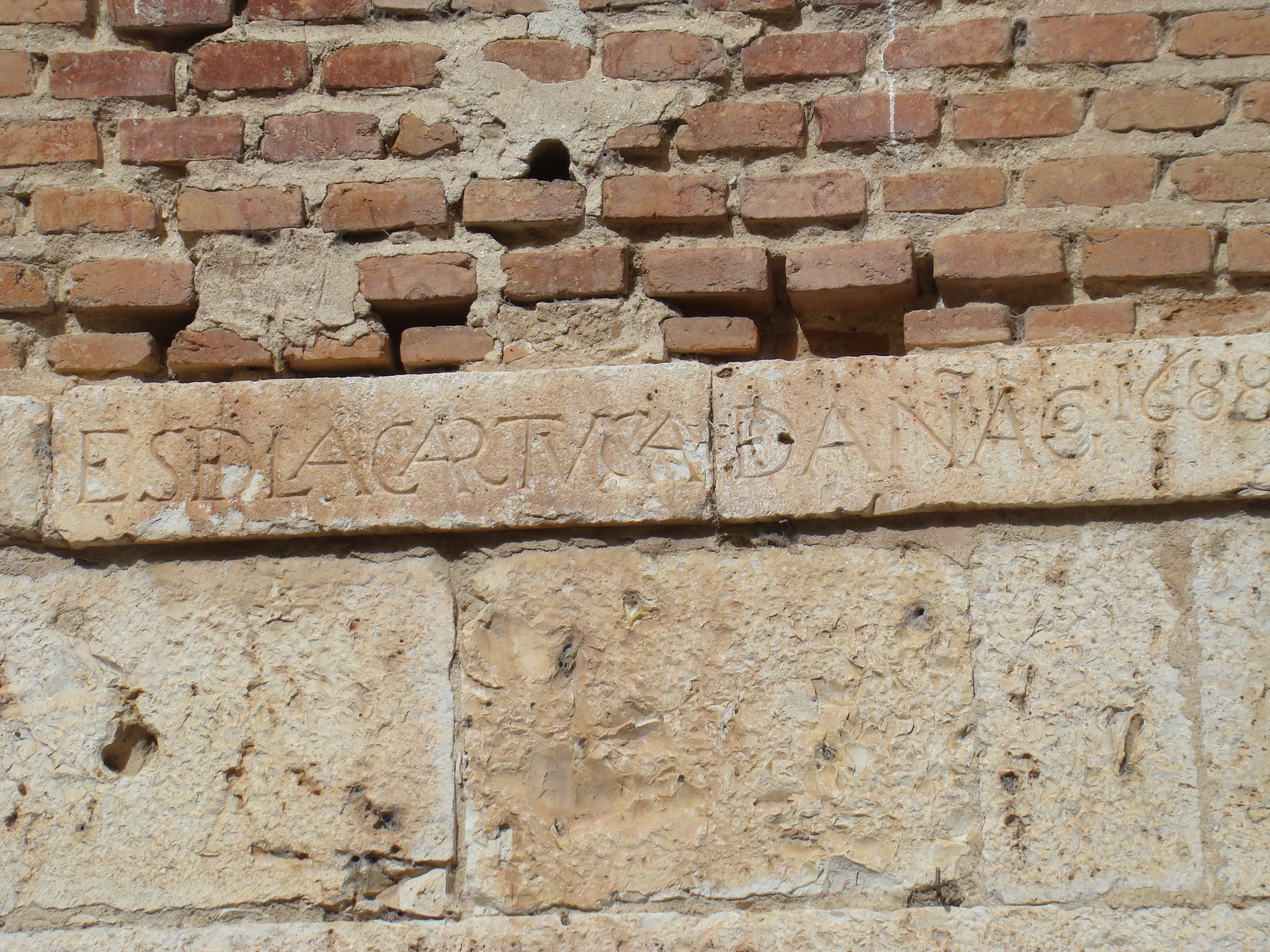

### Enterramientos
Ortega Rubio en su obra Los pueblos de la provincia de Valladolid hace mención de dos personajes importantes enterrados en la iglesia y cementerio (patio):
- Pedro de Castilla, obispo de Palencia, hijo de Juan de Castilla y Juana de Castro y nieto del rey Pedro I de Castilla. Murió el 21 de enero de 1461.
- Diego López de Zúñiga, de la Universidad de Valladolid. Su lápida estaba en el cementerio llamado patio y tenía la siguiente inscripción:

Aquí yace el magnífico caballero Diego López de Zúñiga, Doctor en Escritura y Catedratico jubilado de la Universidad de Valladolid. Murió a XX6 de Diciembre del año 1548
Autor

La lápida tenía labrada en el centro el escudo con sus armas: en campo de plata, banda negra orlada de una cadena de oro.

## Arquitectura
Sobre los primeros edificios que hubo en el enclave de Aniago apenas se tiene conocimiento. En cambio la información comienza con bastante exactitud en los archivos a partir de la llegada de los capellanes mozárabes a instancias del obispo de Segovia Juan Vázquez de Cepeda. Durante aquellos años se construyó un hospital y seminario, se comenzaron las obras de la iglesia, muy despacio, por lo cual usaron dos oratorios, uno consagrado a san Isidoro «en la capilla de los corredores que es a la parte de septentrión» y otro a santa Eulalia de Mérida «en un hedeficio antiguo en el qual los frailes de Sant Gerónimo avian fecho un palomar». Cuando llegaron los cartujos aprovecharon aquellos edificios en los primeros tiempos pero pronto manifestaron la necesidad de construir una iglesia que se adaptara a sus necesidades y más aún un claustro con celdas individuales: 

«[...] una yglesia de nuevo de una nave en que aya tres coros, uno para los monjes, otro para los frayres

barbudos, otro para los seglares, ítem un

capitulo, e sacristanía, e un claustro pequeño. ítem veynte e quatro celdas

para los monjes e doze para los frayres barbudos.»

Hasta la época de los Reyes Católicos no consiguieron los fondos necesarios para la construcción de los principales edificios. Contaban con el mecenazgo real y con la ayuda de otras cartujas, como la de las Cuevas en Sevilla que financió «los dos lienzos del claustro, conviene saber el principal, donde esta la celda del P Prior, y el dicho del norte de buena cantería del lugar de Xeria aldea de Valladolid, y el Refectorio y la Yglesia asta las cruzes de las bobedas»

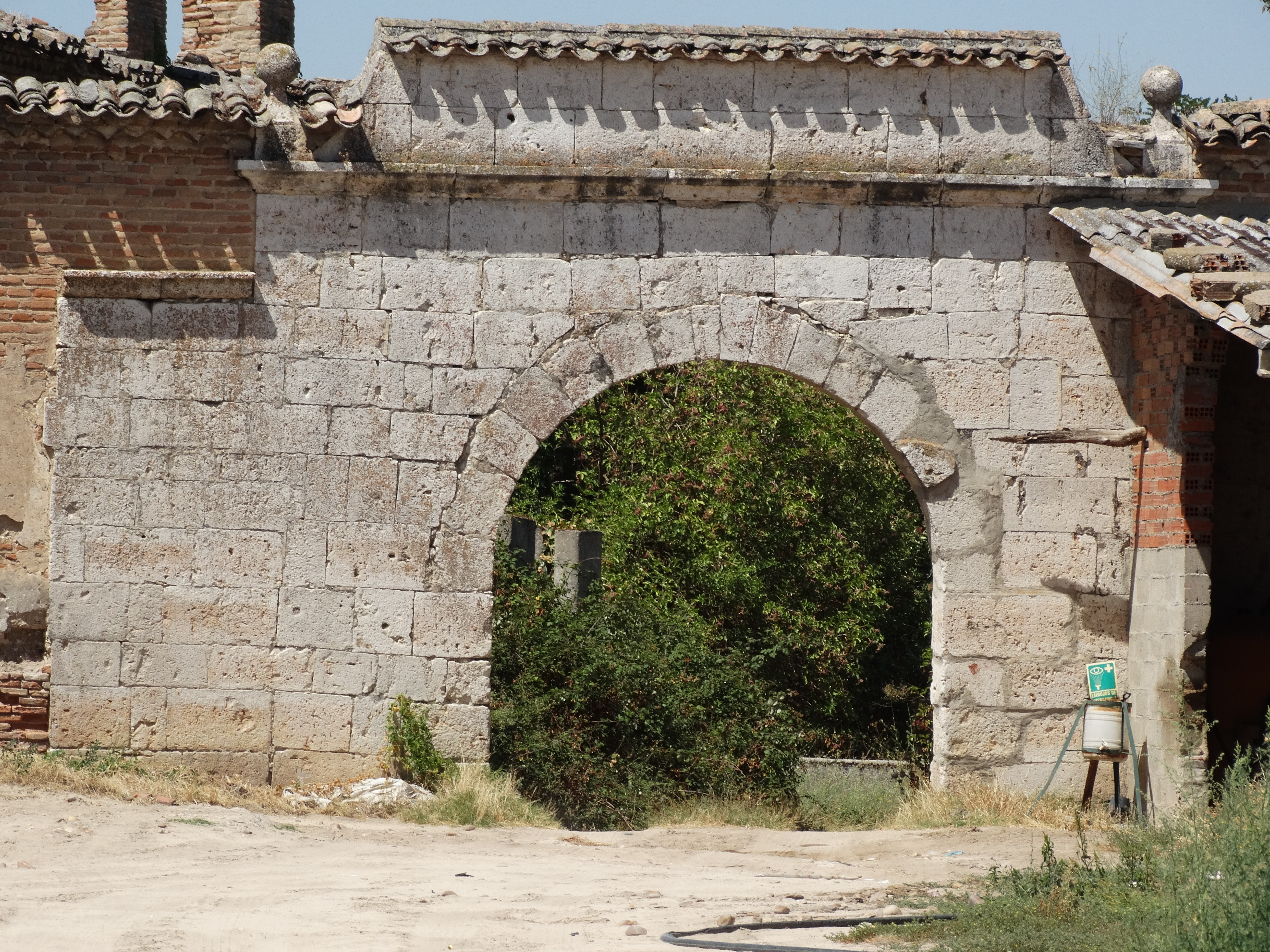
Entrada al recinto de la cartuja

Al recinto rodeado por la tapia se accedía, y se accede, por una puerta con portada de sillería y grandes dovelas. En su origen tenía por encima otro cuerpo en el que se había labrado un escudo real y otro episcopal y estaba todo rematado por una cruz de piedra. El edificio de la botica estaba adosado a la puerta. Su botamen está repartido entre la colección Bellogín (la mayor parte) y algunos ejemplares custodiados en el Museo de Valladolid y el Museo de la Farmacia Hispana (Facultad de Farmacia de Madrid). La cerámica es de Talavera y su dibujo es un águila bicéfala explayada bajo corona imperial en cuyo centro está el escudo de España. El águila sostiene con sus patas el Toisón de Oro.

### La iglesia
Fue un edificio con planta de una sola nave, con un ábside poligonal orientado al este. Se construyó en piedra de sillería desde la base al arranque de las ventanas; a partir de ahí la construcción se hizo en ladrillo. Era una construcción austera que se terminó en el último cuarto del siglo XV. Se remataba con bóvedas de crucería de las que no ha quedado ningún vestigio, salvo algún plemento. Tampoco queda ningún recuerdo ni señal de las separaciones físicas entre monjes, hermanos y seglares, característico y muy a tener en cuenta en los edificios de la orden cartuja.

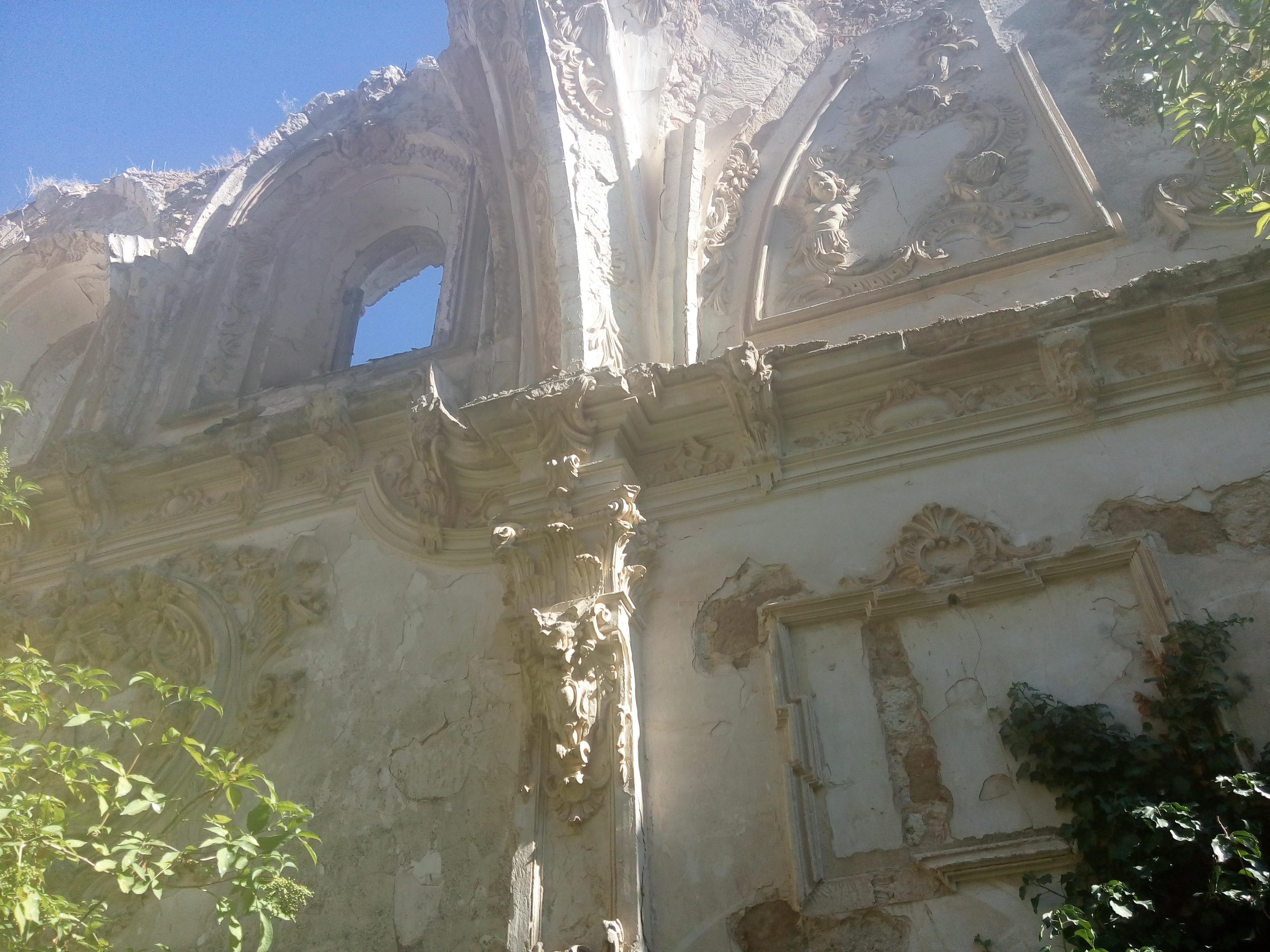
Friso decorado con yeserías barrocas del en la capilla mayor del siglo XVI

En el tercer cuarto del siglo XVIII se cubrieron los muros y las bóvedas con una ornamentación de yeserías realizada por un fraile de los llamados barbudos, es decir, uno de los hermanos conversos  —converso es el lego sin opción al sacerdocio—. Bajo las ventanas hizo todo un friso decorado con tarjetas de rocallas, cabezas de ángeles, guirnaldas, temas marinos. Incluso la escena del Apocalipsis de Pablo en que la Virgen derrota a la bestia de las siete cabezas.
La sala capitular se construyó junto al lado de la Epístola. Debió ser un espacio utilizado como sacristía e incluso como primera iglesia antes de la definitiva construcción. Todavía se conservan sus muros y algo de la decoración de yeserías que se hicieron al mismo tiempo que las de los muros de la capilla mayor. Tenía bóveda de cañón y lunetos muy decorados y un friso con inscripciones, todo fechado hacia 1720-1730.
La espadaña sobresale todavía por encima de las ruinas de la iglesia y sobre todas las ruinas del despoblado, manteniendo un difícil equilibrio. En el último cuerpo, en el arco de campanas puede verse cómo va cediendo la dovela central llamada clave. Es de planta cuadrada, construida en sillería y con decoración de bolas. Desde el interior del ábside se accedía a una capilla de planta cuadrada que llamaban del Relicario, construida entre 1542 y 1547.

Detalles
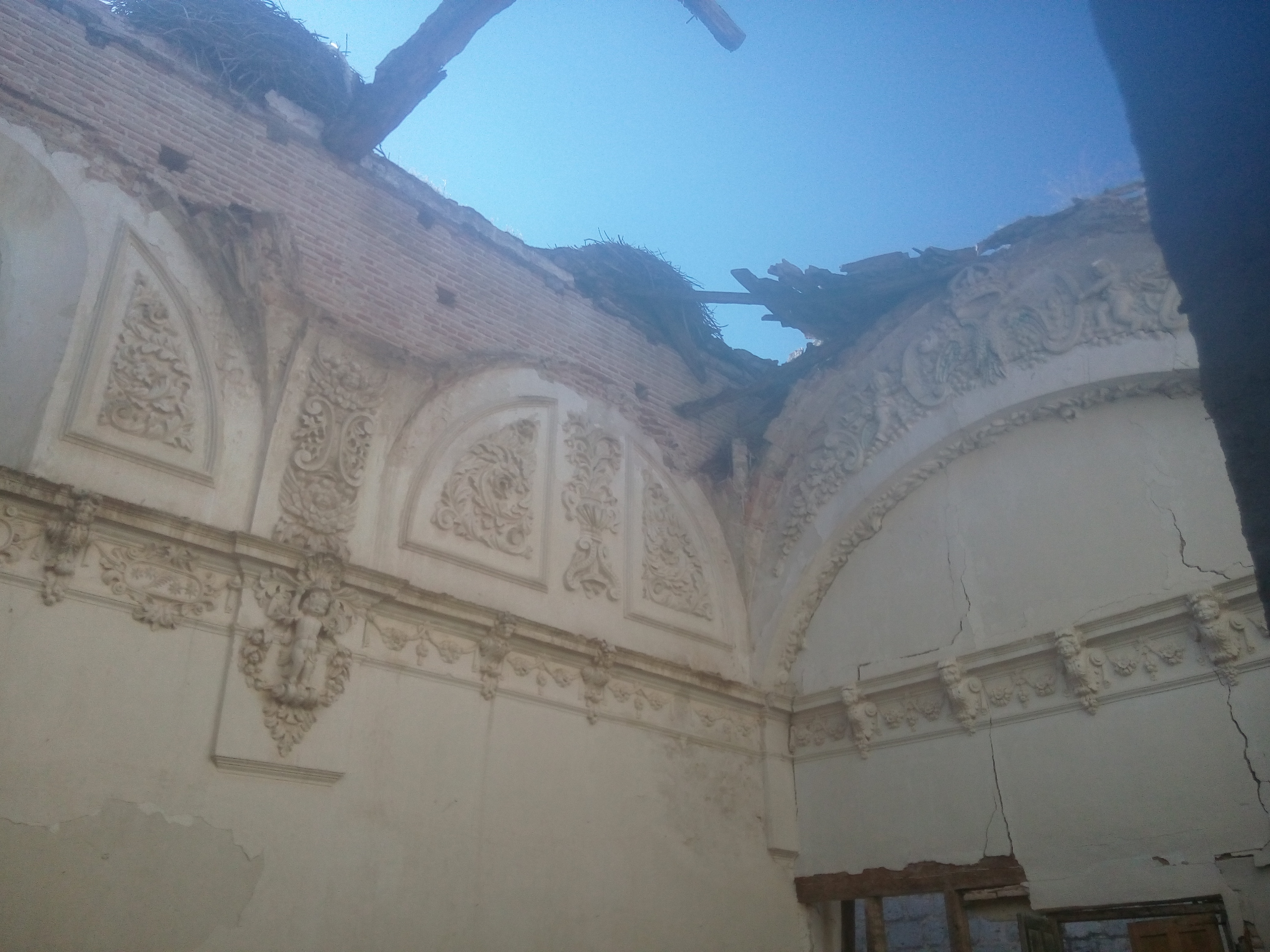
Sala Capitular. Pueden apreciarse las yeserías
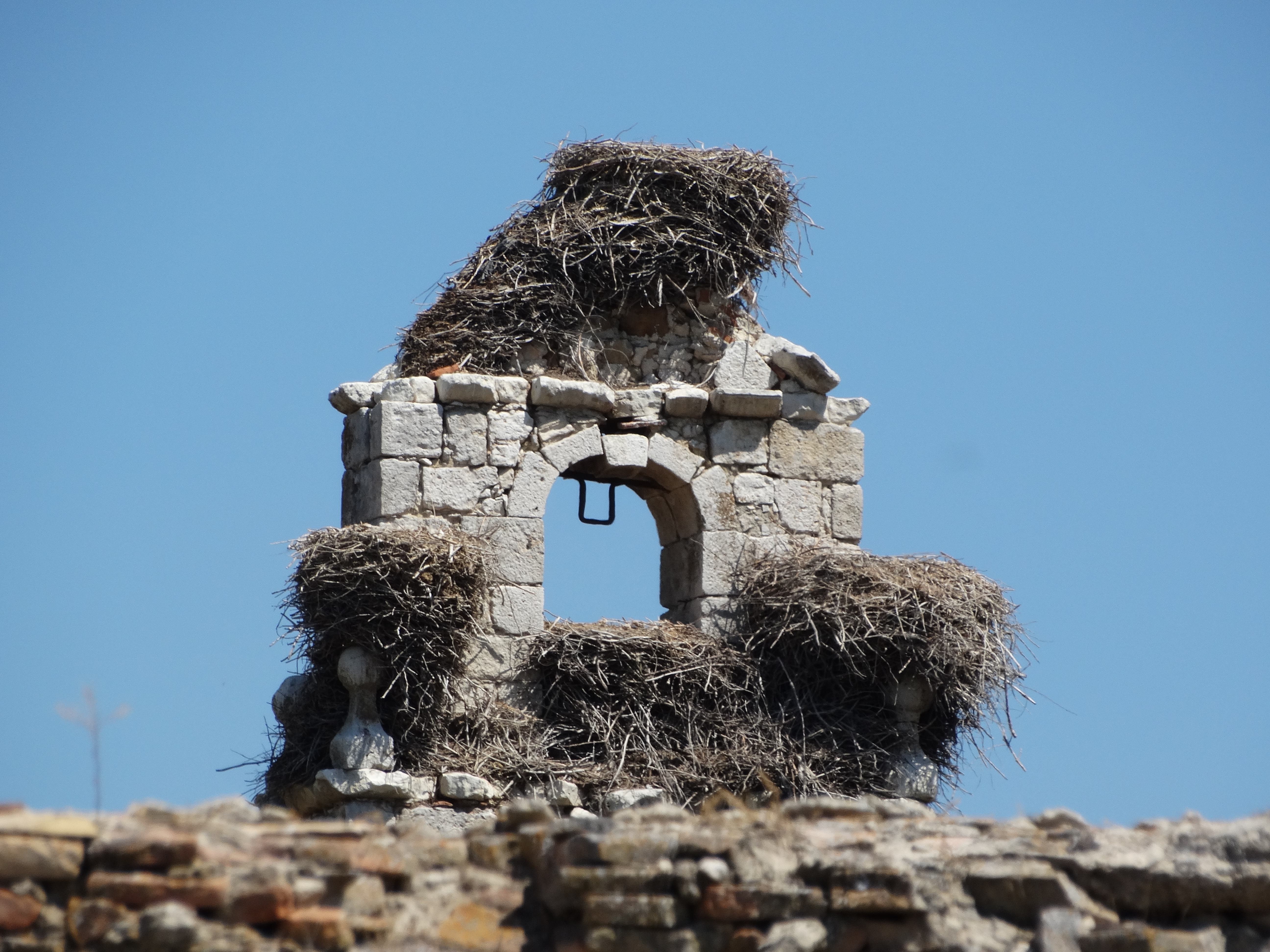
Último cuerpo de la espadaña. Ver el desplazamiento de la clave central de las dovelas
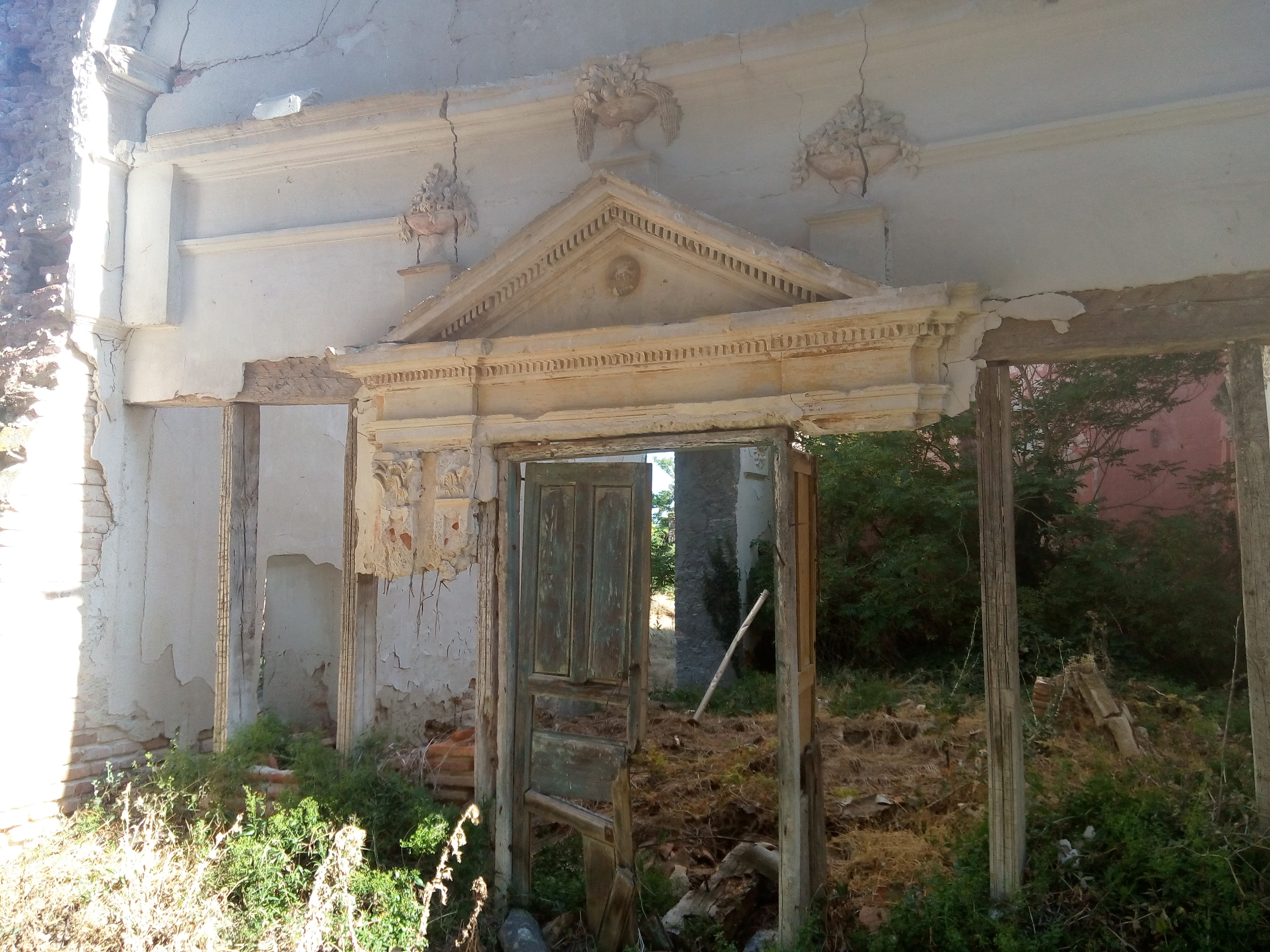
Entrada a la sala capitular

### El claustro

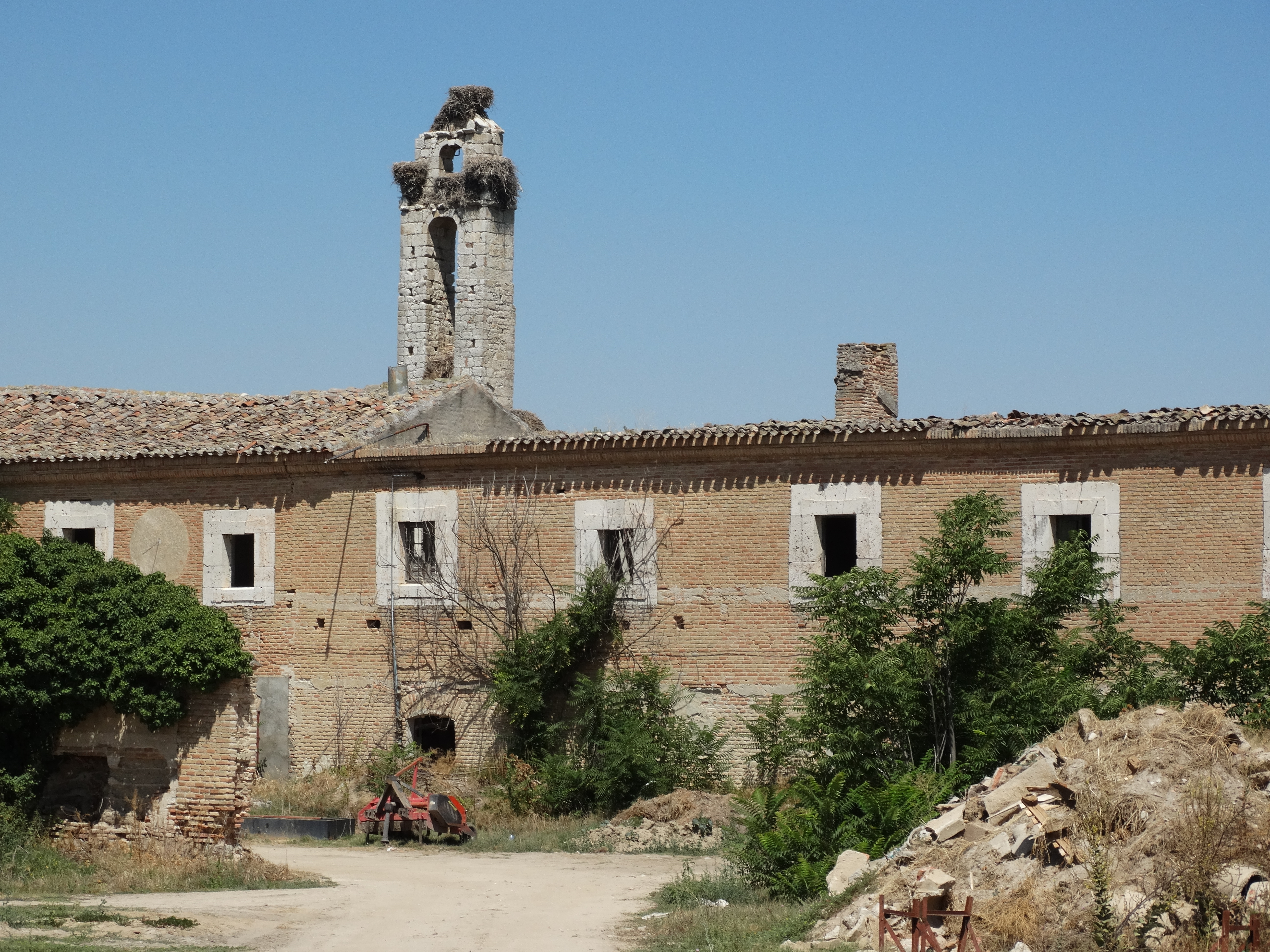
Restos de la fachada sur de las celdas. Por detrás se ve la alta espadaña

El claustro de los monjes estaba situado junto a la cabecera de la iglesia. Se hizo a finales del siglo XV. Las celdas individuales rodeaban tres de las paredes. Tenían dos pisos, en el de abajo cada monje tenía un pequeño taller y dos puertas, una que daba por el interior a un corredor paralelo a la panda del claustro, al fondo del cual estaban las letrinas; otra que tenía acceso al huerto y jardín que cultivaba cada uno de los monjes. Había un agujero o espacio pequeño por el que un lego o converso introducía la comida. El piso de arriba era el dormitorio. 
Se conserva en Aniago todo el frente sur de celdas con ventanas cuadradas encuadradas en piedra en el piso superior y las puertas de acceso a cada huerto. Los muros son de ladrillo.

## Patrimonio disperso
Se tiene noticia del patrimonio artístico y objetos litúrgicos que hubo en la cartuja de Aniago gracias al exhaustivo inventario elaborado en 1809. Las descripciones de las piezas y su lugar de ubicación quedaron impresas para la memoria histórica facilitando, además, la descripción de las distintas capillas y sus altares, aunque se desconoce el paradero de la mayoría.
A pesar de eso se han podido localizar algunas obras que los historiadores de arte han catalogado y descrito. Especialmente en la iglesia de la Visitación de Villanueva de Duero donde se recogieron a raíz de la exclaustración. También se exponen algunas en el Museo Nacional de Escultura sito en Valladolid, en el Museo Diocesano y Catedralicio de Valladolid, en el Museo de Valladolid y en algunas colecciones particulares.
En la iglesia de la Visitación De Villanueva
Dos pequeños retablos muy clásicos, con columnas pareadas de orden corintio. Son los dos retablos que hizo el ensamblador Diego Basoco en 1621 para la cartuja de Aniago. En uno de ellos de describe la escultura de un Jesús Nazareno con la cruz a cuestas. Estaban a la entrada de la iglesia sobre buenos altares y fueron concebidos probablemente para pinturas. Allí los pudo ver en 1783 el viajero Antonio Ponz que los describe en su obra Viage de España.
- Un retablo barroco con columnas corintias pareadas, también de Diego Basoto y del mismo año 1621. En el hueco tiene la escultura barroca del Nazareno (imagen de vestir), del siglo XVIII. En el ático tiene un Arcángel del siglo XVII.[34]

Retablo de Diego Basoco y esculturas
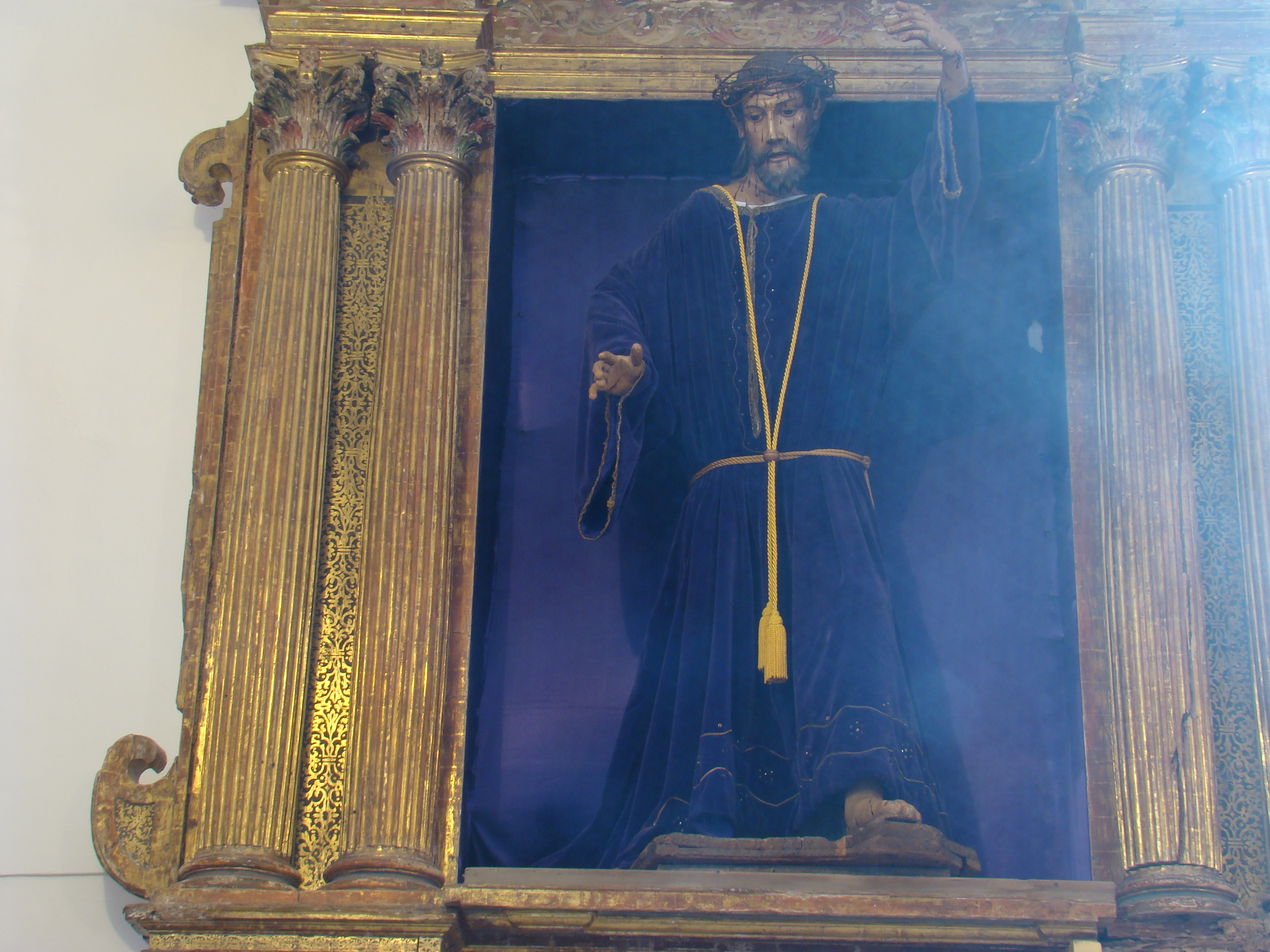
Retablo de Diego Basoco y Nazareno del siglo XVIII
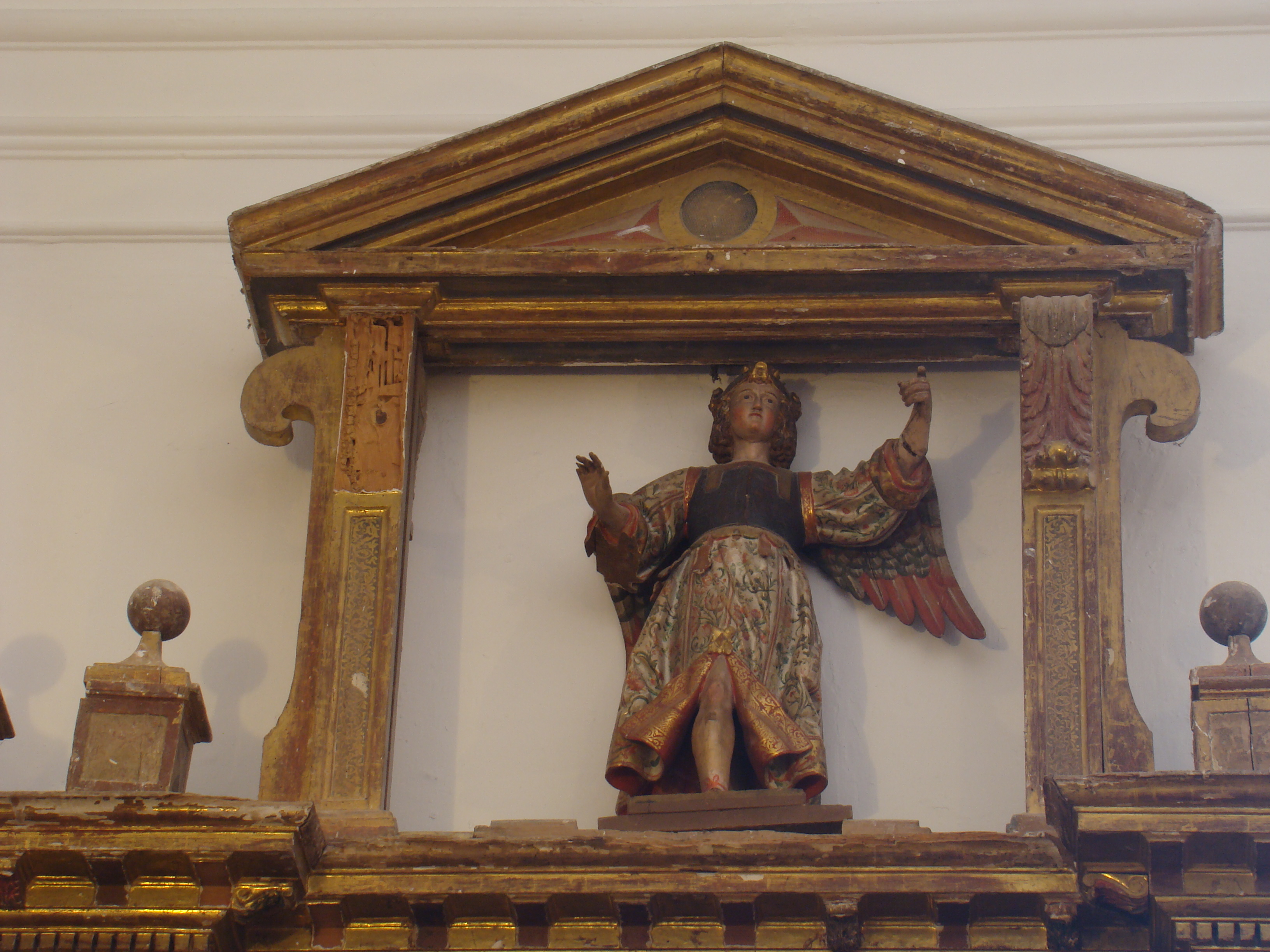
Ático con arcángel en el retablo barroco de Diego Basoco
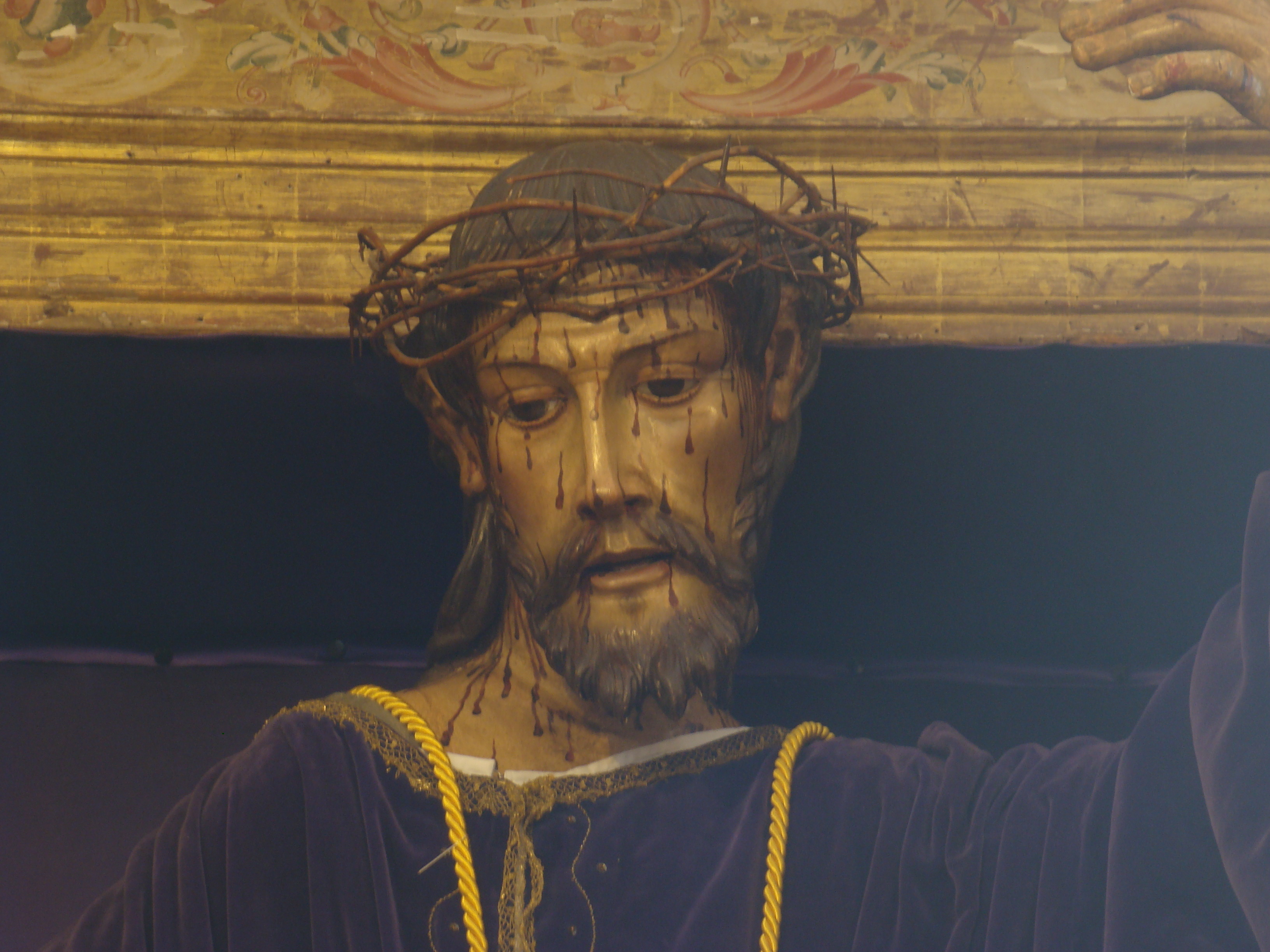
Detalle del Nazareno

- Otro retablo también de Diego Basoco (1621) en cuyo banco o predela se ven unas pinturas con los temas de la Estigmatización de San Francisco y de la Aparición del Niño Jesús a San Antonio de Padua.
- Escultura de San José con el Niño, del siglo XVIII. Se atribuye la obra al taller de los hermanos Pedro y Manuel de Ávila.[34]
- En el presbiterio de la iglesia puede verse en lugar preferente una escultura de mitad del siglo XVI, la Virgen del Rosario, que procede de una capilla que pertenecía a los criados de la cartuja.[36]
- Grupo de la Piedad de Nuestra Señora de Aniago, en piedra. Fue la imagen titular de la cartuja. Es una obra gótica procedente de un taller austro-bohemio. Fue un regalo que hizo el rey Fernando de Aragón —hijo de Juan II de Castilla— al obispo Juan Vázquez de Cepeda que a su vez la donó a los monjes para colocarla como imagen titular en el altar mayor de la iglesia.[36]
- Cristo Yacente, procedente del banco del retablo mayor de la cartuja. Es obra del siglo XVII y se cataloga como del taller o del entorno de Gregorio Fernández.
- Pareja de bustos de las santas Justa y Rufina con sus reliquias en el interior. Estaban en la capilla añadida llamada del Relicario.[36] Están colocadas en sendas ménsulas a un lado y otro del retablo de Santo Tomás. Las dos esculturas que hay en este retablo de San Roque y San Antonio Abad son del siglo XVIII y proceden también de la cartuja.[37]

Esculturas descritas
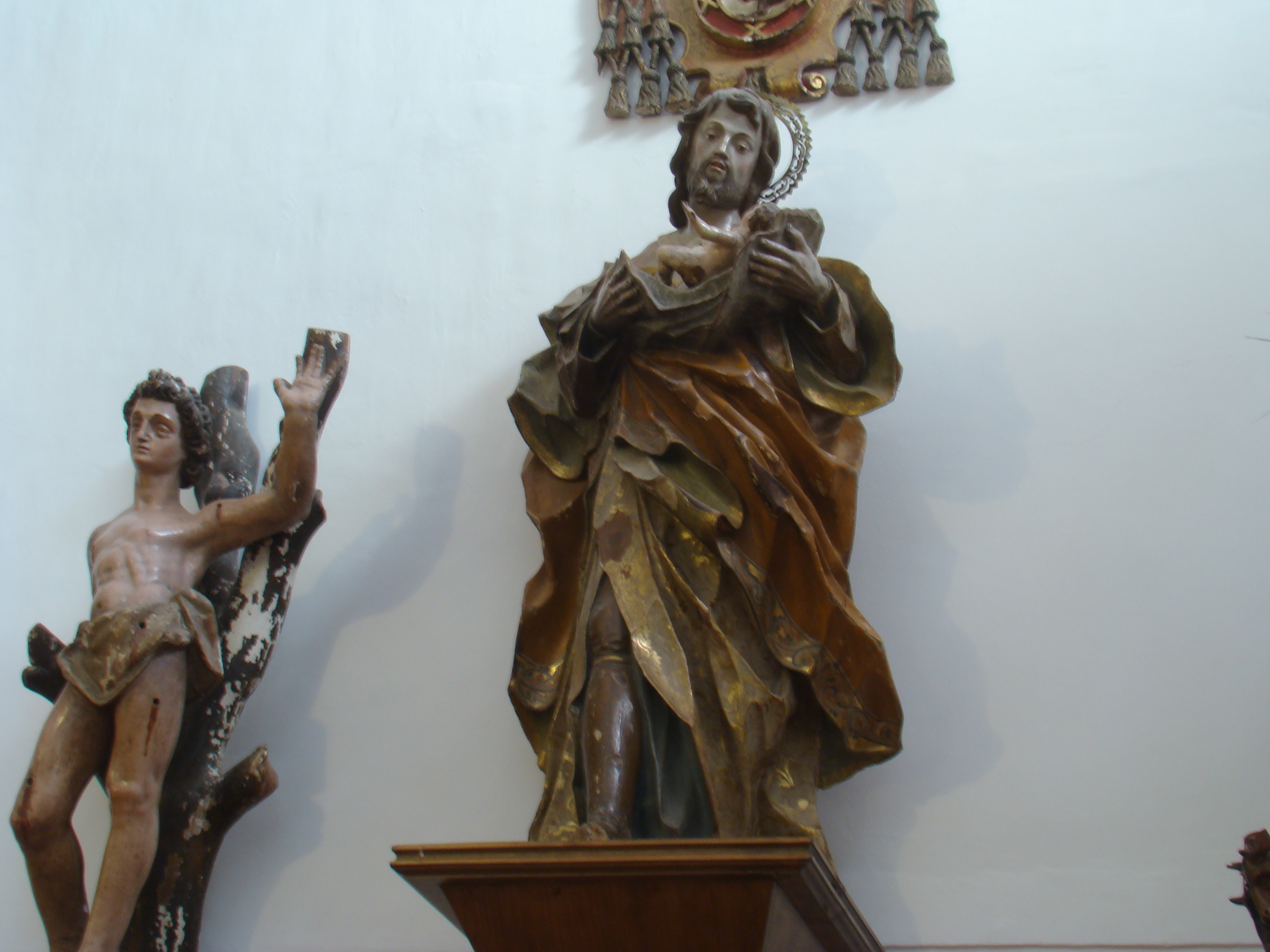
San José del siglo XVIII
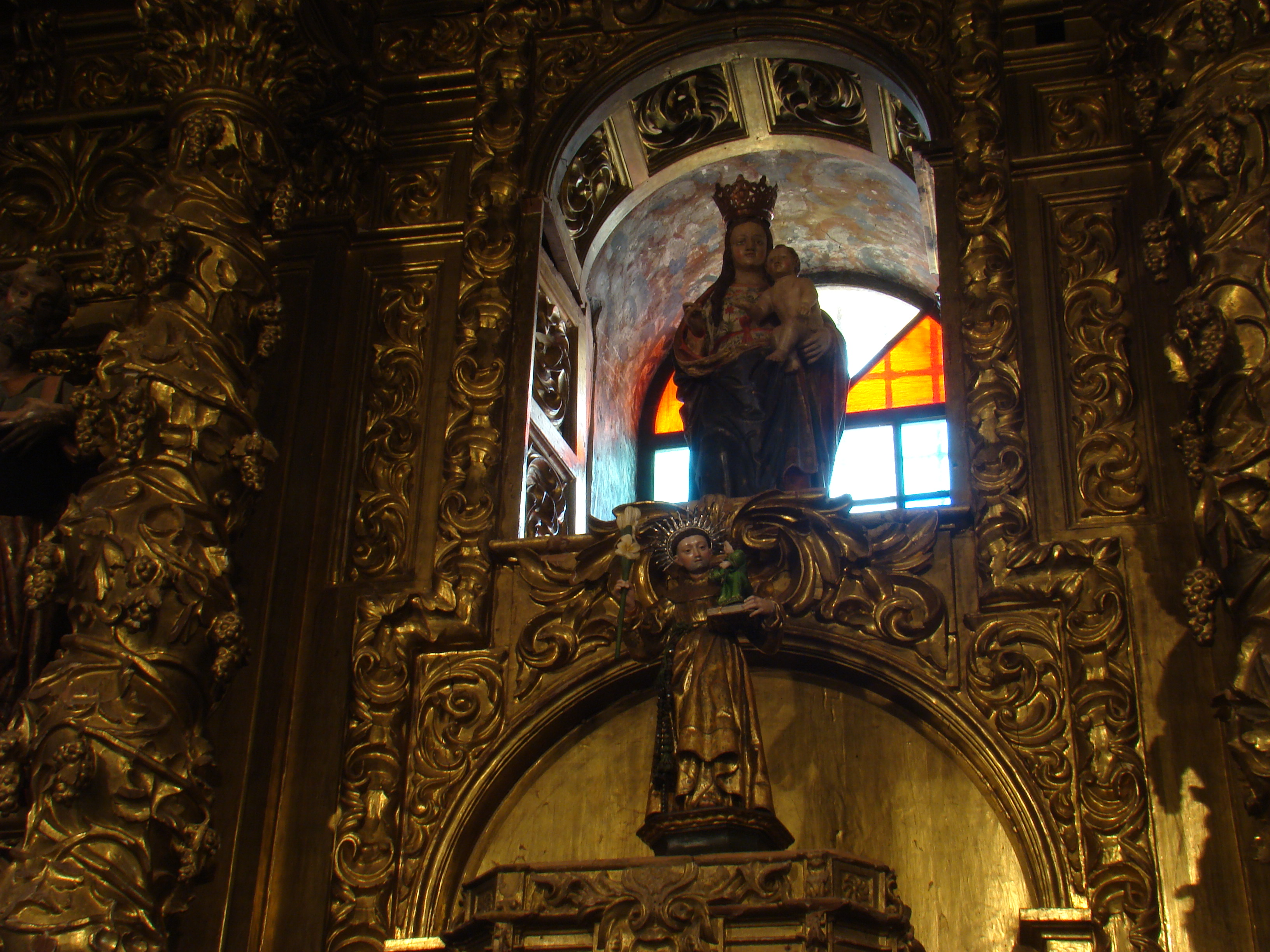
Virgen del Rosario procedente de la capilla de los criados (Aniago).
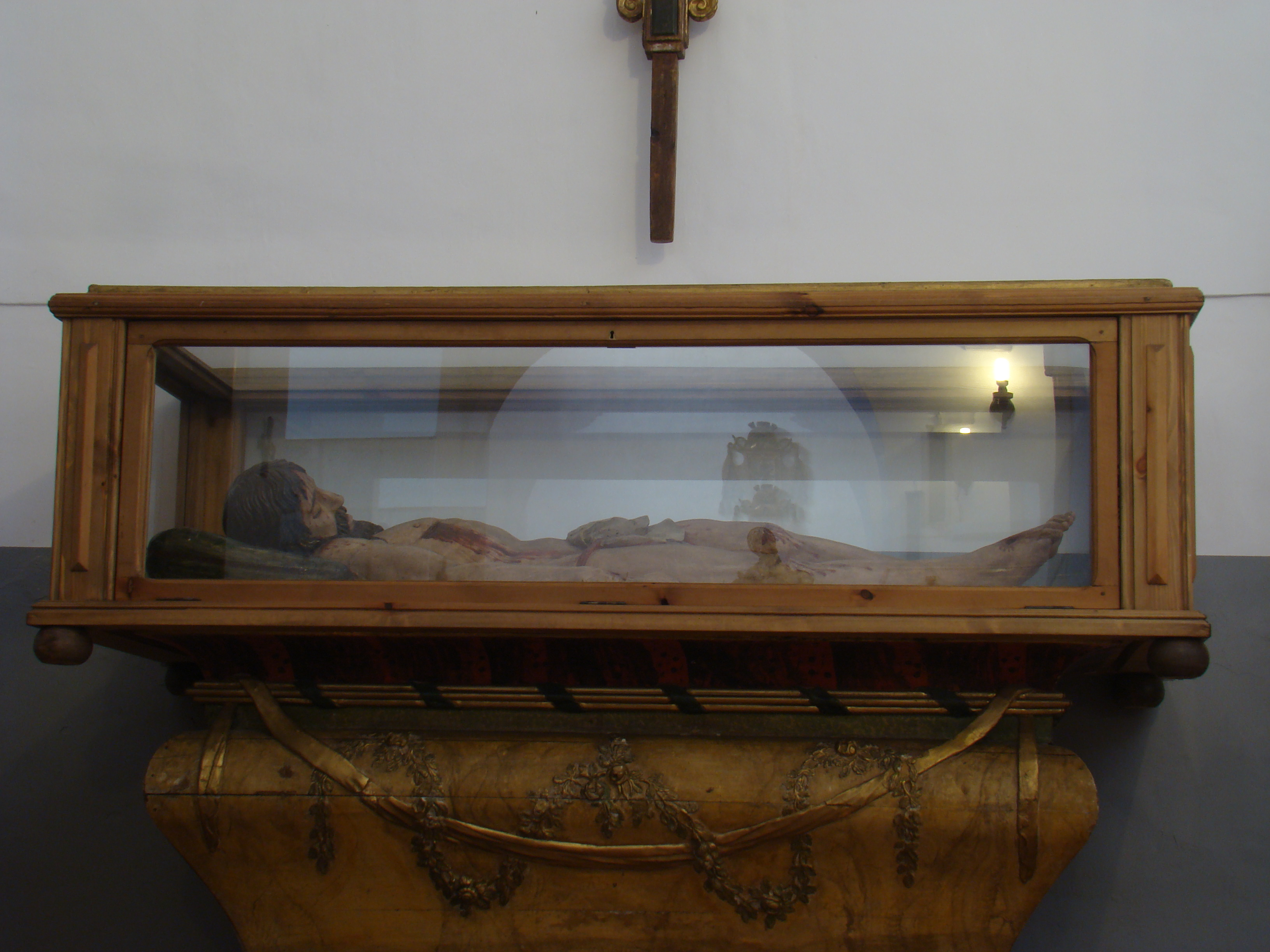
Yacente que estaba colocado en el banco del retablo mayor
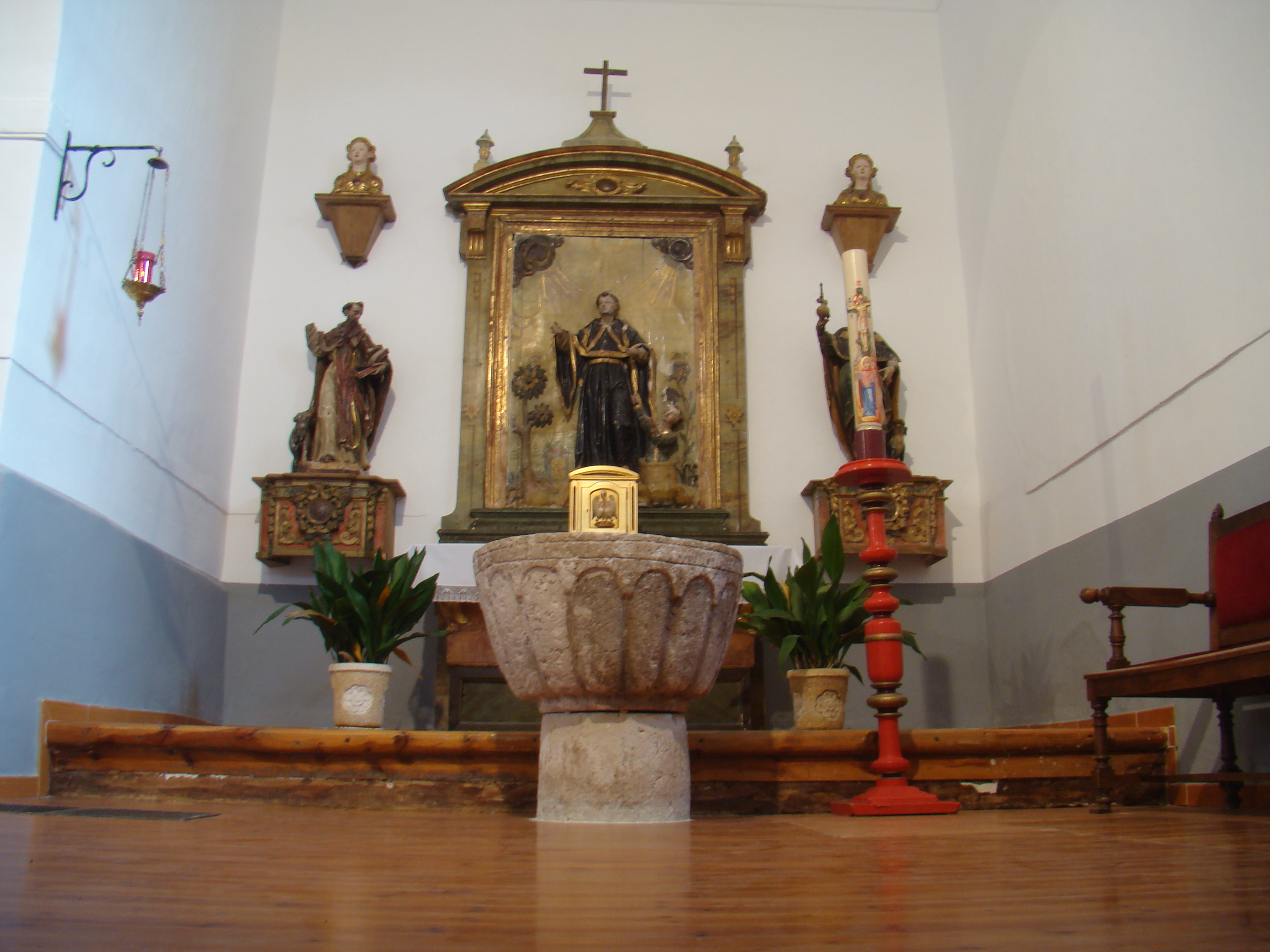
Retablo de santo Tomás. A derecha e izquierda las ménsulas con los relicarios de Justa y Rufina. Esculturas de san Roque y san Antonio Abad
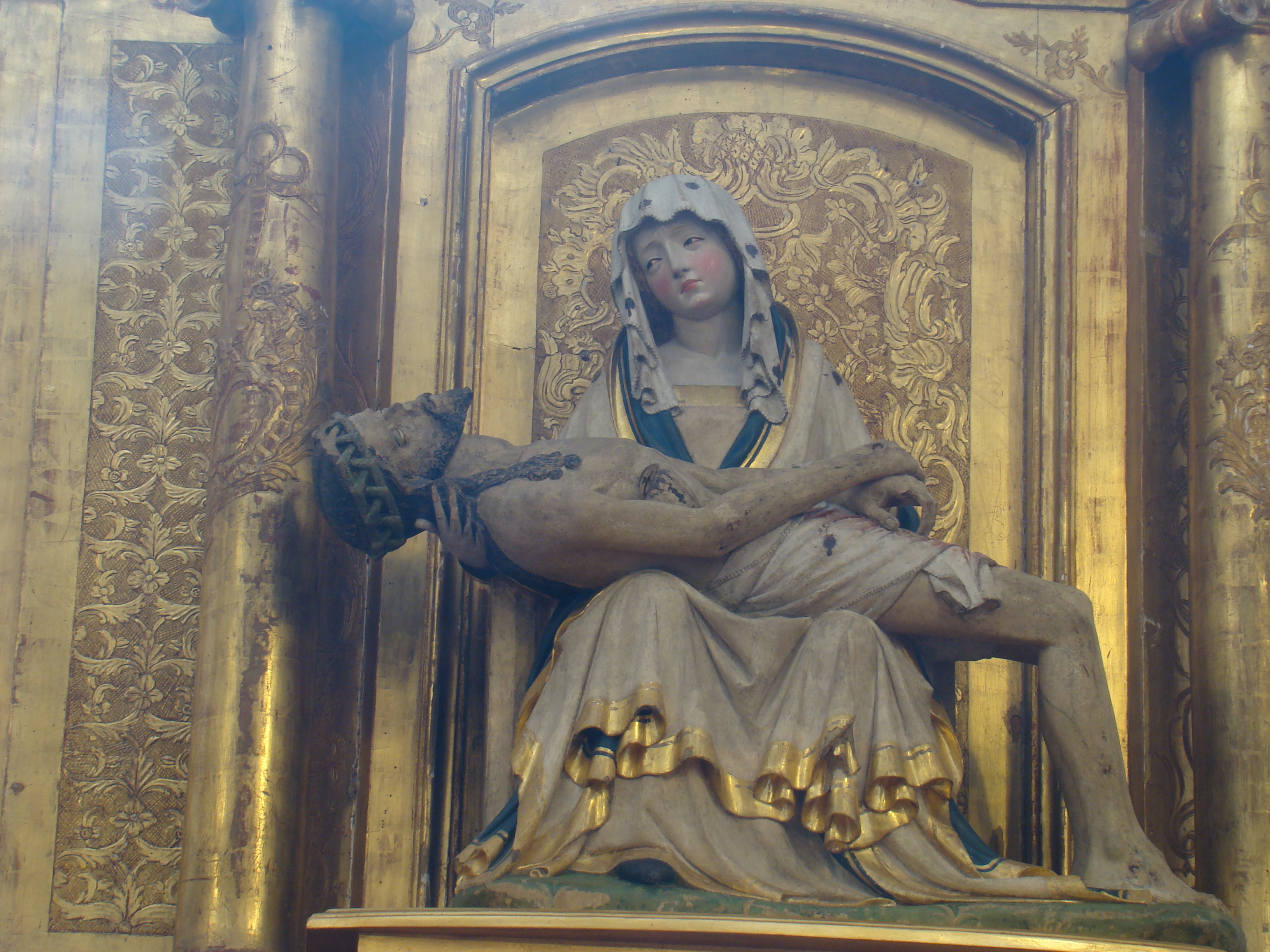
Grupo de la Piedad, en piedra policromada

En el Museo Diocesano y Catedralicio de Valladolid
- Busto del Ecce-Homo de Juan de Juni. Obra fechada hacia 1545. Escultura policromada, renacentista española, perteneciente a la escuela castellana. Tras la exclaustración pasó a la iglesia de Villanueva y después al Museo Catedralicio, en la capilla de San Blas donde se custodia.[38]
- Una Cabeza de San Juan Bautista del escultor Juan de Juni, de la misma fecha que el busto anterior, de la escuela castellana. La obra se encuentra en la capilla de San Blas del Museo Catedralicio de Valladolid. Fue donada a la iglesia de Aldeamayor de San Martín a comienzos del siglo XX por Bonifacio Oviedo, notario de Valladolid y natural de Aldeamayor. Procedente de la desamortización del convento de Aniago.[38]

Obras en el Museo Catedralicio
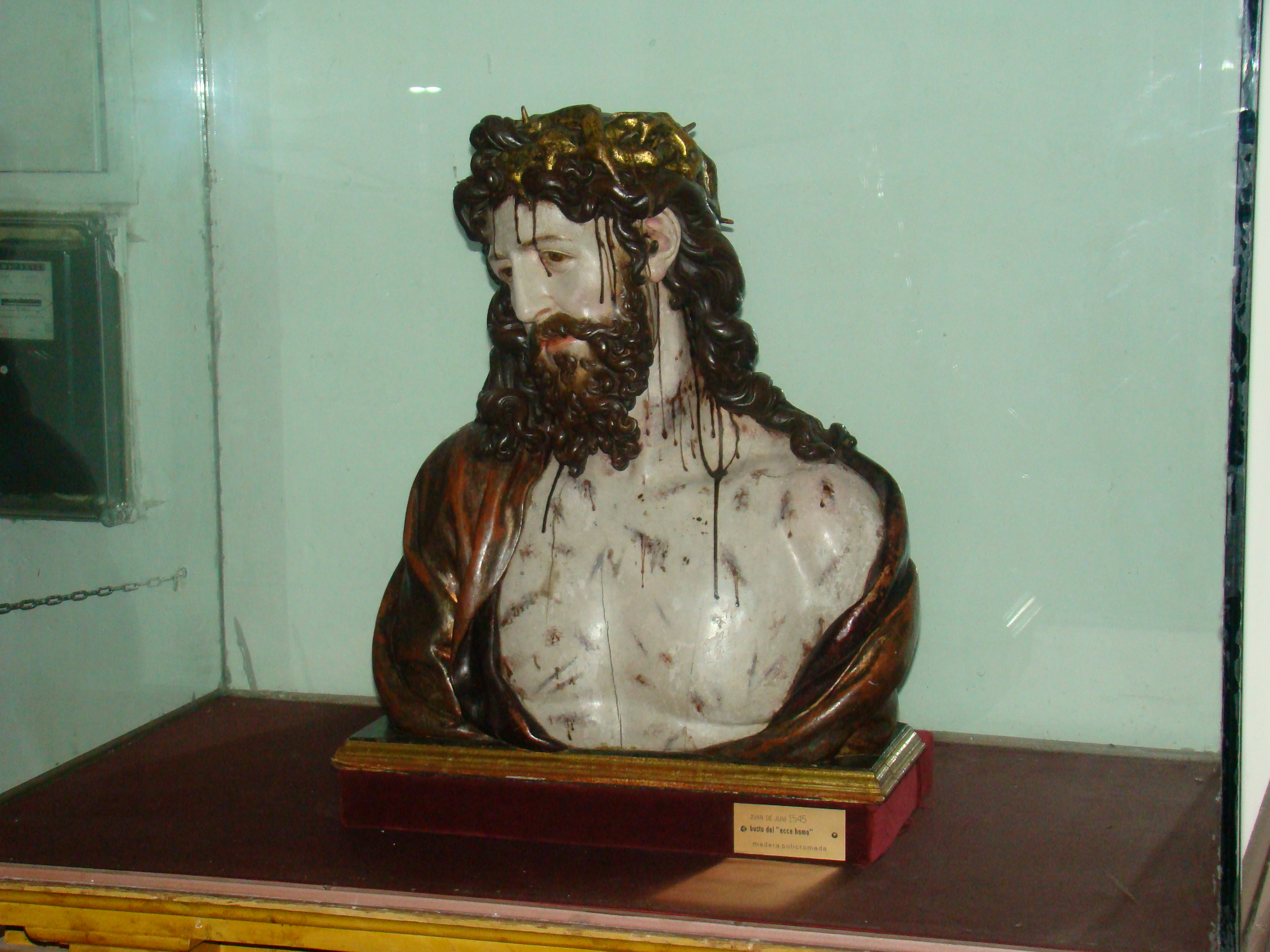
Ecce-Homo de Juan de Juni
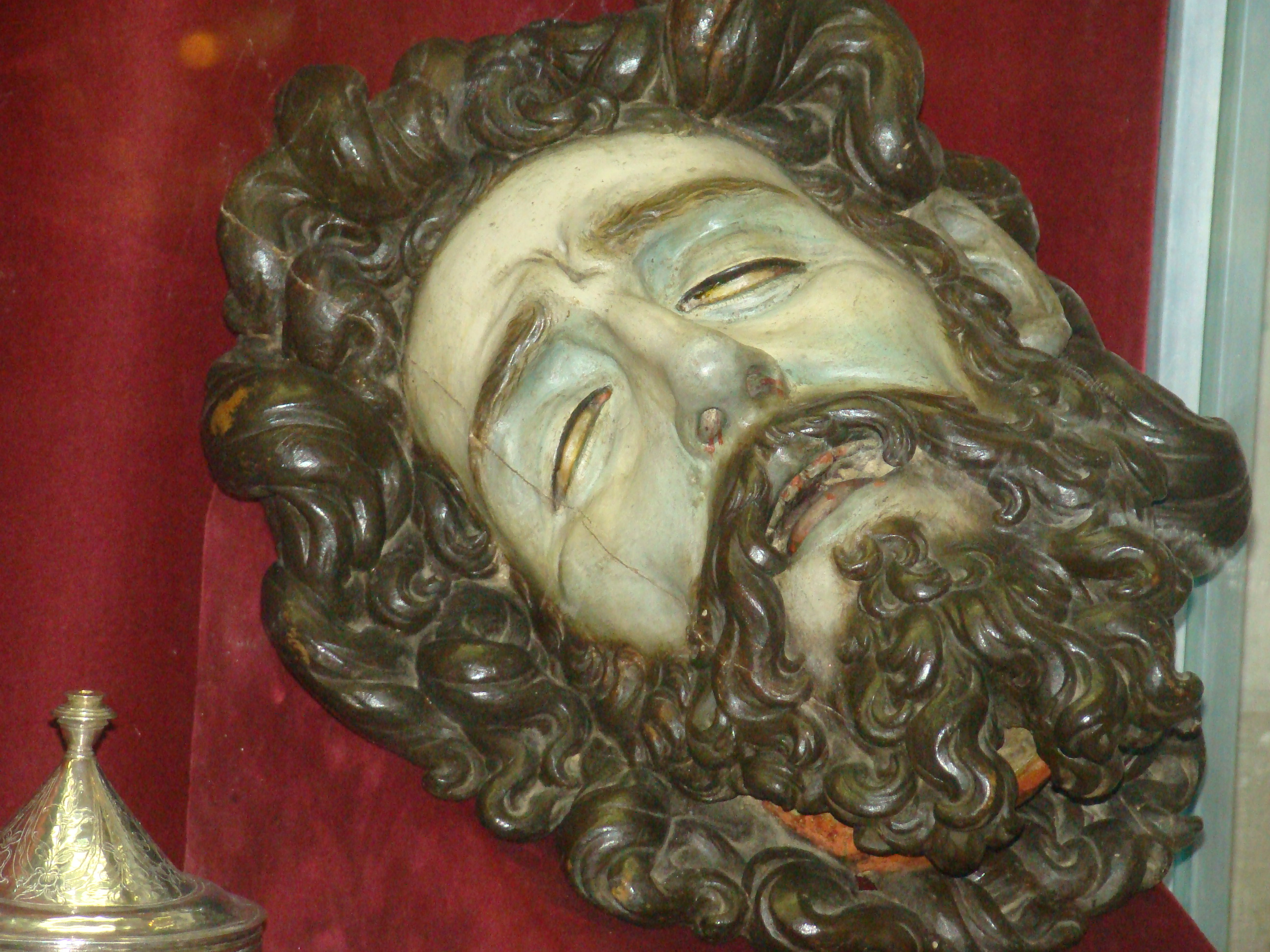
Cabeza del Bautista de Juan de Juni

- La sillería de los dos coros, monjes y legos está en Nueva York.[39]